# Nāḩiyat Mas‘adah
Nāḩiyat Mas‘adah (arabiska: ناحية مسعدة) är ett subdistrikt i Syrien.   Det ligger i provinsen al-Qunaytirah, i den sydvästra delen av landet, 60 km sydväst om huvudstaden Damaskus.
Trakten runt Nāḩiyat Mas‘adah består till största delen av jordbruksmark. Runt Nāḩiyat Mas‘adah är det ganska glesbefolkat, med 24 invånare per kvadratkilometer.